# Тур Элк-Грова
Тур Элк-Грова (англ. Tour of Elk Grove, также известна как англ.  Alexian Brothers Tour of Elk Grove) — шоссейная многодневная велогонка, с 2006 по 2013 год ежегодно проводившаяся в американском городе Элк-Гров, штат Иллинойс.

## История
Первоначально мужская гонка без ограничения по возрасту прошла в 2004 году.
В 2006 году гонка была проведена как двухдневное соревнование, состоящее из двух критериумов. Событие было приурочено к 50-летию основания Элк-Грова. С того времени гонка регулярно проводилась в рамках американского велошоссейного календаря, пока в августе 2011 году не была санкционирована Международным союзом велосипедистов на проведение в рамках UCI America Tour, получив категорию 2.2, в следующем году повышенную до 2.1.
В 2013 году директор гонки Крейг Джонсон объявил, что следующий выпуск гонки не состоится из-за разногласий с USA Cycling и UCI.

## Призёры
| Год      | Победитель       | Второй                | Третий          |
| -------- | ---------------- | --------------------- | --------------- |
| 2004     | Эрик Уолберг     |                       |                 |
| 2006     | Хилтон Кларк     | Брэд Хафф             | Алехандро Актон |
| 2006 (2) | Хилтон Кларк     | Кристиан Ванде Вельде | Гордон Фрейзер  |
| 2007     | Натан О'Нил      | Майк Фридман          | Тимоти Дагген   |
| 2008     | Давид Вейё       | Хилтон Кларк          | Том Зирбел      |
| 2009     | Карл Мензис      | Брент Букволтер       | Том Зирбел      |
| 2010     | Джонатан Кантвел | Давид Вейё            | Карл Мензис     |
| 2011     | Луис Амаран      | Роберт Свитинг        | Чед Хага        |
| 2012     | Франсуа Паризьен | Джон Мерфи            | Энди Жак-Мейнс  |
| 2013     | Элиа Вивиани     | Райан Андерсон        | Джон Мерфи      |